# Sâmbias
Os Sâmbia são um povo de caçadores-coletores habitante das encostas das montanhas da província das Terras Altas Orientais, Papua-Nova-Guiné. Eles foram descritos pelo antropólogo norte-americano Gilbert Herdt. O pseudônimo Sâmbia foi criado por Herdt para esse povo que é muito conhecido entre os antropólogos por suas ações de "homossexualidade ritualizada" e ingestão de sêmen por parte meninos pubescentes. Nos seus estudos sobre a etnia, Herdt descreve o povo à luz de sua cultura sexual e como tais práticas formam a masculinidade dos meninos Sâmbia.
Essa iniciação é descrita como começando pela remoção dos filhos masculinos de suas famílias, isso aos nove anos de idade. Esse processo nem sempre é voluntário e involve inclusive ameaças de morte. As crianças são espancadas e feridas em suas narinas até sangrar. No estágio seguinte, sofrem batidas no corpo por ramos de urtica dioica. Os meninos são vestidos com trajes rituaise são forçados a sugar flautas também rituais, sendo levados depois para a “casa dos cultos”, onde meninos mais velhos dançam diante deles fazendo gestos sexuais. Quando anoitece, os meninos iniciantes são levados a um terreno de danças onde devem fazer felação nos rapazes mais velhos.